# Guido Bolten
Guido Bolten (* 22. Dezember 1961 in Duisburg) ist ein deutscher Journalist. Er war bei der ProSiebenSat.1 Media Geschäftsführer der Fernsehsender kabel eins (2006 bis 2008) und Sat.1 (2009 bis Februar 2010). Seit Juli 2019 ist er Programmchef bei Discovery Deutschland.

## Werdegang
Guido Bolten begann seine Karriere 1986 nach einem Journalistik-Studium in Köln als Sportchef bei Radio Gong in Nürnberg. Nach Stationen bei SWF 3 und als stellvertretender Chefredakteur des landesweiten Privatsenders Antenne Bayern, für den er von 1988 bis 1992 als Sportredakteur arbeitete, wechselte Bolten 1991 zum Fernsehen. Bei Tele 5 und ProSieben arbeitete er als Kommentator und Moderator. 1993 übernahm er die Chefredaktion des DSF in München. Dort moderierte er auch die Sendung „Studio“. 1996 wechselte er zu Plazamedia, wo er als Redaktionsleiter verschiedene Produktionen betreute. Von 1997 bis 2000 war Guido Bolten bei kabel eins für den Bereich Information & Magazine verantwortlich. Im Januar 2000 übernahm er als Chefredakteur die Leitung des Bereichs Information & Magazine bei ProSieben.
Im Januar 2006 übernahm er die Geschäftsführung des Fernsehsenders kabel eins als Nachfolger von Andreas Bartl. Diese Position übte er bis zum 31. Dezember 2008 aus. Im Anschluss an seine dortige Tätigkeit übernahm Bolten die Geschäftsführung des Fernsehsenders Sat.1, der ebenfalls zur ProSiebenSat.1 Media AG gehört.

### Sat.1
Unter seiner Leitung wurde Sat.1 reformiert, Serien wie „Lenßen & Partner“ wurden abgesetzt, der neue Claim „Colour your life“ festgelegt und Mitarbeiter wie Oliver Pocher oder Johannes B. Kerner verpflichtet. Diese blieben jedoch hinter den erhofften Einschaltquoten zurück. Zum 1. Februar 2010 beendete Bolten seine Geschäftsführertätigkeit.